# Rutka-Tartak (gromada)
Rutka-Tartak (początkowo Rutka Tartak, bez łącznika) – dawna gromada, czyli najmniejsza jednostka podziału terytorialnego Polskiej Rzeczypospolitej Ludowej w latach 1954–1972.
Gromady, z gromadzkimi radami narodowymi (GRN) jako organami władzy najniższego stopnia na wsi, funkcjonowały od reformy reorganizującej administrację wiejską przeprowadzonej jesienią 1954 do momentu ich zniesienia z dniem 1 stycznia 1973, tym samym wypierając organizację gminną w latach 1954–1972.
Gromadę Rutka Tartak z siedzibą GRN w Rutce Tartaku utworzono – jako jedną z 8759 gromad – w powiecie suwalskim w woj. białostockim, na mocy uchwały nr 23/V WRN w Białymstoku z dnia 4 października 1954. W skład jednostki weszły obszary dotychczasowych gromad Baranowo, Folusz, Kadaryszki, Pobondzie, Rutka Tartak, Potopy, Jasionowo, Poszeszupie, Wierzbiszki, Smolnica, Poszeszupie Folwark, Trzcianka, Rowele (z wyłączeniem miejscowości Kamionka) wraz z miejscowością Wingranki z dotychczasowej gromady Sikorowizna ze zniesionej gminy Kadaryszki oraz obszar dotychczasowej gromady Kupowo wraz z miejscowością Ignatowizna z dotychczasowej gromady Białobłoty ze zniesionej gminy Szypliszki w tymże powiecie. Dla gromady ustalono 18 członków gromadzkiej rady narodowej.
1 stycznia 1958 do gromady Rutka-Tartak włączono wsie Ejszeryszki, Grygaliszki, Krejwiany, Olszanka, Michałówka, Maszutkinie Dolne, Olszanka-Kułak, Bojary, Sikorowizna, Gutowszczyzna i Wingranki oraz kolonię Olszanka ze zniesionej gromady Maszutkinie w tymże powiecie.
31 grudnia 1959 z gromady Rutka-Tartak wyłączono wieś Maszutkinie Dolne, włączając ją do gromady Wiżajny w tymże powiecie.
Gromada przetrwała do końca 1972 roku, czyli do kolejnej reformy gminnej. Z dniem 1 stycznia 1973 roku utworzono gminę Rutka-Tartak.